# Fingscheid
Fingscheid ist ein Ortsteil der bergischen Großstadt Wuppertal. Die Ortslage ist aus einem der mittelalterlichen Ursprungshöfe Barmens hervorgegangen.

## Lage und Beschreibung
Fingscheid liegt im Norden des Wohnquartiers Kothen im Wuppertaler Stadtbezirk Barmen. Der ursprüngliche Hof befand sich unmittelbar am unteren Kothener Bach bei der heutigen Fingscheider Straße, heute wird aber eher das gesamte Wohnviertel im Bereich der Meckelstraße östlich des ursprünglichen Siedlungsplatzes als Fingscheid bezeichnet.

## Etymologie und Geschichte

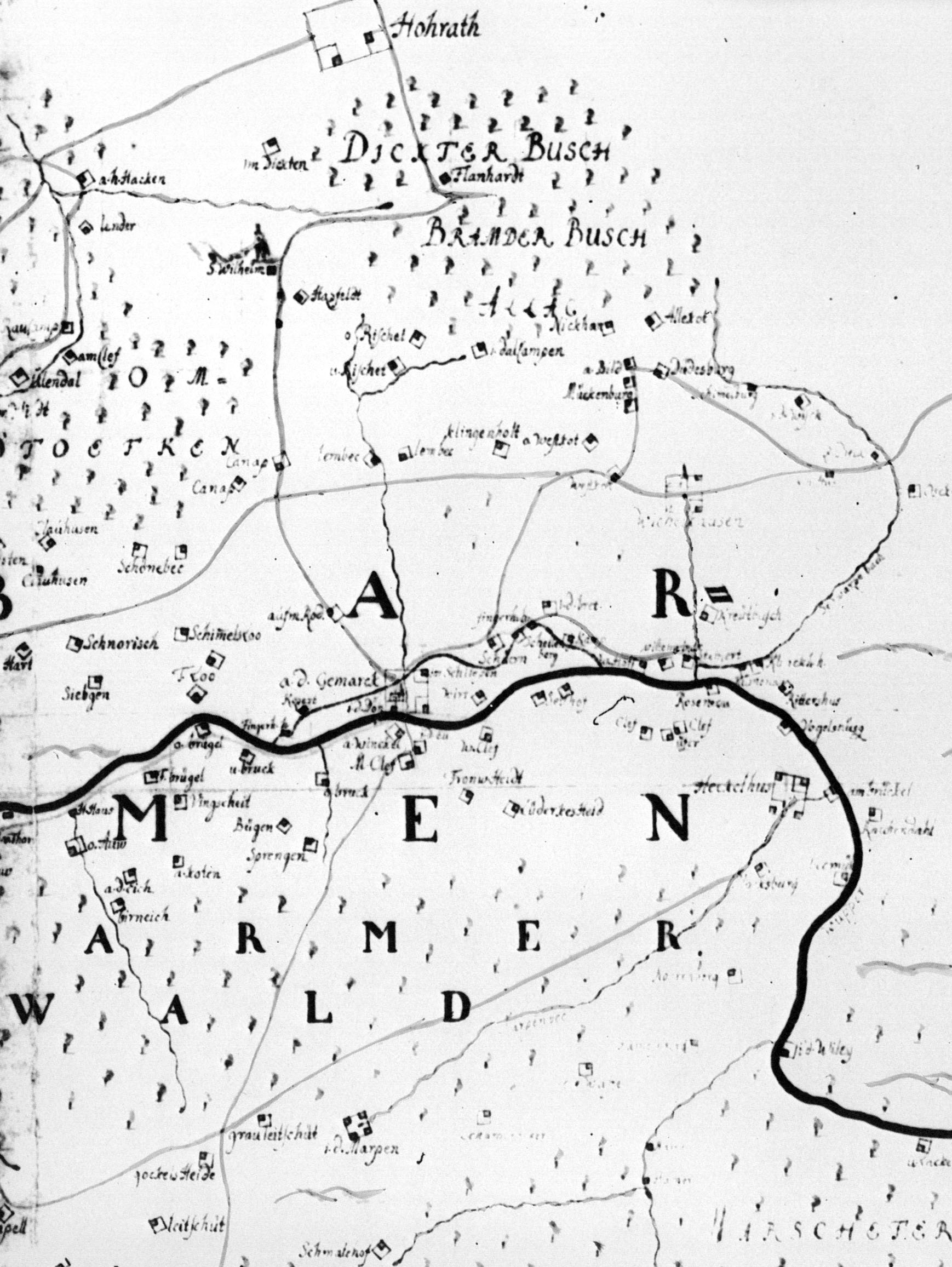
Karte der Hofschaften im Gebiet des heutigen Barmen von Erich Philipp Ploennies (1715)

Fingscheid ist eine Ableitung des ursprünglichen Namens Vinckenscheydt (Grenze bei den Finken), spätere Formen sind Finkenscheidt (1591), Vinckenscheidt (1641), Vingscheit (1715), ab 1850 dann Auf Finkscheidt, Am Finkscheidt und schließlich Am Fingscheid.
Die früheste mit Datum gesicherte Erwähnung Fingscheids stammt aus der Beyenburger Amtsrechnung (Abrechnung des Rentmeisters an die Bergisch-herzogliche Kameralverwaltung) des Jahres 1466. Aus dieser geht hervor, dass der Wohnplatz Fingscheid zu dieser Zeit ein Kotten, also ein kleinerer Hof, war. Dieser Kotten lag an der heutigen Fingscheider Straße in Höhe der Bahnstrecke Elberfeld–Dortmund. 1715 ist Fingscheid auf der Topographia Ducatus Montani des Erich Philipp Ploennies als Vingscheit verzeichnet.
Aufgrund der ungenügenden Quellenlage ist es nicht belegt, aber möglich, dass Fingscheid zu den bereits im Jahr 1244 genannten „Gütern in Barmen“ („Bona de Barme“) im kurkölnischen Gebiet gehörte, die von dem Grafen Ludwig von Ravensberg als Allod in den Besitz der Grafen von Berg unter Graf Heinrich IV. übergingen. Territorial lag das Gebiet um Fingscheid als Teil von Unterbarmen ab dem späten 14. Jahrhundert im bergischen Amt Beyenburg. Kirchlich gehörte es bis zur Einrichtung einer eigenen Barmer Pfarrei dem Kirchspiel Elberfeld an. Mit den übrigen Höfen in der Bauerschaft Barmen waren Fingscheid bis 1806 Teil des bergischen Amtes Beyenburg.